# Великолуцький район
Великолу́цький райо́н (рос. Великолукский район) — муніципальне утворення у складі Псковської області, Російська Федерація.
Адміністративний центр — місто Великі Луки, яке адміністративно не входить в район, а утворює самостійне муніципальне утворення в складі Псковської області — міський округ Великі Луки. До складу району входить 11 муніципальних утворень.